# Дарбинян, Роберт Меликович
Роберт Меликович Дарбинян (арм. Ռոբերտ Դարբինյան; 4 октября 1995, Тольятти, Самарская область, Россия) — российский и армянский футболист, защитник клуба «Ширак». Выступал за сборную Армении.

## Клубная карьера
Является воспитанником тольяттинской академии футбола им. Коноплёва. С 2013 года выступал за молодёжный и второй состав самарских «Крыльев Советов». В июне 2014 года на правах аренды перешёл в армянский клуб «Ширак». Летом 2018 года перешёл в клуб «Арарат-Армения». В январе 2019 года перебрался в «Бананц». В январе 2021 года перешёл в «Пюник», однако за клуб матчей не провёл. С лета 2021 года до июня 2023 года выступал за «Арарат».

## Карьера в сборной
27 марта 2018 года провёл свой единственный матч за сборную Армению, где в товарищеской встрече против Литвы на 83-й минуте вышел на замену Гегаму Кадимяну.